# Апостольский викариат Пилькомайо
Апостольский викариат Пилькомайо (исп. Vicariato Apostólico de Pilcomayo, лат. Vicariatus Apostolicus Pilcomayoënsis) — апостольский викариат Римско-Католической церкви с центром в городе Марискаль-Эстигаррибия, Парагвай. Апостольский викариат Пилькомайо подчиняется непосредственно Святому Престолу.

## История
12 февраля 1925 года Папа Римский Пий XI издал бреве «Expedit», которым учредил апостольскую префектуру Пилькомайо, выделив её из апостольского викариата Чако (ныне — апостольский викариат Камири).
1 мая 1929 года апостольская префектура Пилькомайо передала часть своей территории новообразованной епархии Консепсьона в Парагвае.
14 июля 1950 года Папа Римский Пий XI издал буллу «Si per Evangelii», которой преобразовал апостольскую префектуру Пилькомайо в апостольский викариат.
28 июня 1980 года апостольский викариат Пилькомайо передала часть своей территории новообразованной епархии Бенхамина-Асеваля.

## Ординарии апостольского викариата
- священник Giuseppe Rose, O.M.I.[1] (6.05.1925 — 1927);
- священник Enrico Breuer, O.M.I. (1927 — 1932);
- епископ Karl Walter Vervoort, O.M.I. (1932 — 11.09.1961);
- епископ Sinforiano Lucas Rojo, O.M.I. (24.08.1962 — 24.01.1981);
- епископ Pedro Shaw, O.M.I. (22.04.1981 — 21.06.1984);
- епископ Lucio Alfert, O.M.I. (с 24 января 1986 года).